# Louis-Bernard de La Taste
Louis-Bernard de La Taste est un prélat catholique français né le 13 février 1692 à Bordeaux et mort le 22 avril 1754 à Saint-Germain-en-Laye.

## Biographie
Ordonné diacre en 1714 puis prêtre en 1716, il est élu prieur au monastère «B. Mariae Alborum Mantellorum» à Paris le 8 janvier 1729. Assistant du général de l'ordre de Saint-Benoît en 1736, homme de confiance du cardinal de Fleury, il est nommé évêque titulaire du diocèse de Bethléem et abbé commendataire de Moiremont en 1738.

## Publications
- Observations sur le refus que fait le Chastelet de reconnoître la Chambre royale (1754)
- Mémoires, au sujet d'un nouvel écrit contre le Parlement, intitulé : "Observations sur le refus que fait le Châtelet de reconnaître la Chambre royale, etc.", 254 p., in-4° [par Dom L.-B. de La Taste] (1754)
- Réfutation des Lettres adressées à MM. les commissaires nommés par le Roi pour délibérer sur l'affaire présente du Parlement, au sujet du refus des sacremens ou des Lettres prétendues pacifiques [1er janvier 1753.] - Suite de la Réfutation des Lettres... [25 avril 1753.] - Deuxième suite de la Réfutation des Lettres [15 août 1753.] (1753)
- Lettres theologiques aux ecrivains defenseurs des convulsions & autres prétendus miracles du tems (1739)
- Mémoires, au sujet d'un nouvel écrit contre le Parlement, intitulé : "Observations sur le refus que fait le Châtelet de reconnaître la Chambre royale, etc.", 254 p., in-4°